# Marc Sánchez Torrens
Marc Sánchez Torrens, né le 6 novembre 1992 à Palma de Majorque, est un nageur espagnol qui a notamment participé aux Jeux olympiques d'été de 2016.

## Palmarès
- JO 2016 - 1 500 mètres nage libre : 24e
- JO 2016 - Relais 4 × 200 mètres nage libre : 11e
- Jeux méditerranéens de 2018 - Relais 4 × 100 mètres quatre nages :  Médaille de bronze